# Ottava rima
De ottava rima, stanze of stanza is een rijmschema, dat in de veertiende eeuw werd gebruikt door Italiaanse dichters, onder wie Boccaccio. Het is onzeker wie het heeft uitgevonden, maar het vroegste gebruik valt aan te wijzen in het gedicht Brito di Brettagna (datering onbekend, maar voor 1388) van Antonio Pucci. Na hem gebruikten ook Franco Sacchetti en in later tijden Luigi Pulci, Matteo Maria Boiardo, Ludovico Ariosto en Torquato Tasso dit schema. Dankzij de populariteit van dit rijmschema kwam de vorm van de terzine, die door Dante werd gebruikt, steeds minder voor. De ottava rima wordt tot op de huidige dag gebruikt door Italiaanse improvisatiedichters in zogeheten strijdgedichten.

## Italië
Hoewel in de loop der eeuwen veel verschillende rijmschema’s zijn gebruikt voor strofen van acht versregels, kunnen er toch twee hoofdtypen onderscheiden worden van de ottava rima in de Italiaanse literatuur: de Toscaanse ottava en de Siciliaanse ottava.

### De Toscaanse ottava
Het meest gebruikte rijmschema is dat van de Toscaanse ottava. De strofe bestaat uit acht hendecasyllabi met het rijmschema ABABABCC. De eerste zes regels hebben dus een elkaar afwisselend rijm en de laatste twee een opeenvolgend rijm, maar met andere klanken dan de vorige versregels. Deze laatste rijmklank komt weer terug aan het einde van de eerste regel van de volgende strofe.
Als voorbeeld een strofe uit Gerusalemme liberata (III, 46) van Torquato Tasso:
Dunque ove tu, Signor, di mille rivi

sanguinosi il terren lasciasti asperso,

d'amaro pianto almen duo fonti vivi

in sí acerba memoria oggi io non verso?

Agghiacciato mio cor, ché non derivi

per gli occhi e stilli in lagrime converso?

Duro mio cor, ché non ti spetri e frangi?

Pianger ben merti ognor, s'ora non piangi.

In de vertaling van Maria Tesselschade (1644):

Wye ist, daer ghy o Godt met duysent beecken bloedich

Het aerdryck liet besproeyt, die niet ten minsten souw

Om zulcken wrang gedacht uyt storten gans wemoedich

Maer twee fonteynen van een bitter klachten dauw.

Ghy myn bevroosen Herdt, waerom door d'oogen heenen

En druppelt ghy niet aff Heel tot een traenen vloet.

Ghy myn verherde Hert, breeckt en wildt u ontsteenen

Waert dat ghy altyt weent, soo ghy't nu niet en doet.

De strofe beschrijft het moment waarop de kruisvaarders Jeruzalem naderen. In navolging van Godfried van Bouillon ontdoen allen zich van hun schoeisel en wenen.

##### Volkspoëzie
Als deel van de orale poëziecultuur wordt de ottava in Toscane en Lazio nog steeds gebruikt. Op het festival Incontri di poesia estemporanea te Ribolla (provincie Grosseto) en op het Festival regionale di canto a braccio te Borbona (provincie Rieti) is het mogelijk improvisatiepoëzie in ottava-vorm te beluisteren. Ook op Sardinië is er een lange traditie van poëziewedstrijden, waarbij de dichters al improviserend in het Sardijns gedichten in ottava-vorm maken.

### De Siciliaanse ottava
Een ander type van de ottava is de Siciliaanse ottava. Hierbij heeft het laatste distichon geen andere rijmklank en wordt dus het schema ABABABAB gebruikt.

## Engeland
De ottava rima kreeg ook veel navolging buiten Italië en bleef populair tot ver in de negentiende eeuw.
Lord Byron gebruikte het schema in zijn gedichten Beppo (1818) en Don Juan (1819-1824). Andere dichters in dit rijmschema waren John Milton, John Keats, Edmund Spenser, Robert Browning, William Wordsworth, Percy Bysshe Shelley en William Butler Yeats.
Als voorbeeld volgt hier de eerste strofe van Don Juan (I 1 vv.1-8) van Lord Byron:
I want a hero: an uncommon want,

When every year and month sends forth a new one,

Till, after cloying the gazettes with cant,

The age discovers he is not the true one;

Of such as these I should not care to vaunt,

I'll therefore take our ancient friend Don Juan--

We all have seen him, in the pantomime,

Sent to the devil somewhat ere his time.

## Spanje
De octava real raakte aan het begin van de Renaissance ook in Spanje in zwang. Garcilasco de la Vega en Juan Boscán introduceerden de ottava in Spanje. Het gebruikte rijmschema was dat van de Toscaanse ottava.
Hoewel de octava real aanvankelijk vooral in de lyriek werd gebruikt, werd deze ook zeer populair in lange epische gedichten.
In de negentiende eeuw werkte José de Espronceda met het schema van de ottava.

## Nederland
In Nederland heeft de ottava weinig navolging gehad. Maria Tesselschade heeft in 1638 het volgende gedicht geschreven ter gelegenheid van het bezoek van de Franse koningin-moeder Maria de Medicis aan Amsterdam.
IN HONORE della Christianissima Regina MARIA DE MEDICI.

alla entrata sua felice nella Cittá D'AMSTERODAMO. 

Qual per le terre Phrygie, gia beata 

Si vidde andar la Madre delli Dei; 

Tal per Ollanda passi hor adorata,

MARIA Augusta: Augusta piu di lei,

Quanto di piu gran Genitori nata

Di veri numi il secol nostro bei.

Aggradi alta Regina i bassi honori.

Che cosi suole il Ciel, mirando a i cuori.
Het gedicht is als volgt vertaald door J.A. Alberdingk Thijm (gepubliceerd 1918):
Ter eere van de allerchristelijkste Koningin Maria van Medicis,

bij hare blijde inkomste ter stede van Amsterdam. 

Als eens, voor het volk, in de frygische streken

De zalige moeder der Goôn trok voorbij,

Zoo ging thands door Holland, bij 't huldegroetspreken,

Doorluchte Maria. Doorluchtre dan zij,

Naar grootere goden uw vaderen bleken,

Zoo zegent ge onze eeuw met een Godhedenrij.

Neem, hooge Vorstin, onze needrige hulde:

Zoo deed steeds de Hemel, die 't harte vervulde.